# Lionel Cox (Sportschütze)
Lionel Cox (* 11. Juli 1981 in Seraing) ist ein belgischer Sportschütze.

## Werdegang
Cox ist seit 1996 als Sportschütze aktiv. Er tritt in den Disziplinen mit dem Kleinkalibergewehr an. Seinen ersten internationalen Wettkampf bestritt er 2005.
Bei der Europameisterschaft 2007 in Granada wurde er 23. mit dem Kleinkalibergewehr 300 Meter liegend. Vier Jahre später bei der Europameisterschaft 2011 17. mit dem Kleinkalibergewehr 50 Meter liegend und 30. mit dem Kleinkalibergewehr 300 Meter liegend.
Mit einem 11. Platz beim Weltcup in Mailand 2011 und einem 9. Platz beim Weltcup in London 2012 qualifizierte er sich für die Olympischen Sommerspiele 2012 in London. Dort erreichte er mit der Einstellung des belgischen Rekords von 599 Punkten das Finale mit dem Kleinkalibergewehr 50 Meter liegend, in dem er letztlich mit 701,2 Punkten die Silbermedaille errang.

## Erfolge

### 50 m liegend Kleinkalibergewehr
- 2010: 54. Weltcup in Belgrad – 589 Punkte
- 2011: 17. EM in Belgrad – 595 Punkte
- 2012: 11. Weltcup in Mailand – 594 Punkte
- 2012: 9. Weltcup in London – 592 Punkte
- 2012: 2. Olympische Spiele in London – 701.2 Punkte

### 300 m liegend Kleinkalibergewehr
- 2007: 23. EM in Granada – 591 Punkte
- 2011: 30. EK in Belgrad – 589 Punkte